# بگو که دوستم داری (مجموعه تلویزیونی)
بگو که دوستم داری (انگلیسی: Tell Me That You Love Me؛ کره‌ای: 사랑한다고 말해줘) یک مجموعه تلویزیونی کره جنوبی سال ۲۰۲۳ بر پایه مجموعه تلویزیونی سال ۱۹۹۵ ژاپنی به نام آیی‌شی‌ته‌ایرو تو ایته کوره و با بازی جونگ وو سونگ و شین هیون بین است. این مجموعه یک درام اورجینال جینی تی‌وی است و برای استریم در پلتفرم خودش و همچنین برای استریم در دیزنی پلاس در مناطق منتخب قابل دسترسی است. بگو که دوستم داری همچنین از ۲۷ نوامبر ۲۰۲۳، روزهای دوشنبه و سه‌شنبه ساعت ۲۱:۰۰ (کی‌اس‌تی) از ئی‌ان‌ای پخش شد.

## بازیگران

### اصلی
- جونگ وو سونگ در نقش چا جین وو[۱۲][۱۳]
  - بک سونگ چول در نقش جوانی چا جین وو[۱۴]
- شین هیون بین در نقش جونگ مو اون[۷]

### مکمل

#### اطرافیان جین وو
- کیم جی هیون در نقش سونگ یو کیونگ: همکلاسی جین وو در کالج که مدیر یک مرکز هنری است[۱۵][۱۶]
  - لی اون جه در نقش جوانی سونگ سو کیونگ[۱۷]
- پارک کی دوک در نقش کوان دو هون: همکلاسی جین وو و سو کیونگ در کالج که یک نقاش معروف است[۱۶]
- هو جون سوک در نقش هونگ کی هیون: بهترین دوست جین وو که یک بار را اداره می‌کند[۱۶]
- جونگ سه بیول در نقش اون سو هی: زن کی هیون[۱۸][۱۹]

#### اطرافیان مو اون
- لی جه کیون در نقش یون جو هان: همکلاسی مو اون در دبیرستان[۲۰]
- پارک جین-جو در نقش اوه جی یو: بهترین دوست مو اون[۲۰]
- شین جه هی در نقش جونگ مو دام: برادر کوچکتر مو اون[۲۰]
- کانگ شین-ایل در نقش جونگ جی پیونگ: پدر مو اون و مو دام[۱۸]
- کیم می-کیونگ در نقش نا ئه سوک: مادر مو اون و مو دام[۱۸]

### سایر بازیگران
- سون سو مانگ در نقش لی اون سو: همکار سو کیونگ[۲۱]
- به جه سونگ در نقش کانگ شی هو: شاگرد جین وو[۲۲]

## داستان
سریال بگو که دوستم داری داستان زندگی چا جین وو با بازی (جونگ وو سونگ) است که مشکل شنوایی دارد و به همین دلیل تمایلی به صحبت کردن ندارد و احساسات خود را با نقاشی بیان می‌کند. او با جونگ مو یون با بازی (شین هیون بین) آشنا می‌شود و رابطه عاشقانه‌ای بین آن‌ها به وجود می‌آید.

## تولید

### فیلم‌برداری
فیلم‌برداری این مجموعه قرار بود که در پایان سال ۲۰۲۲ آغاز شود. گزارش شد که فیلم‌برداری این مجموعه در ۳۰ اکتبر ۲۰۲۳ به پایان رسید.

## آمار بینندگان
| فصل | فصل | شمارهٔ قسمت | شمارهٔ قسمت | شمارهٔ قسمت | شمارهٔ قسمت | شمارهٔ قسمت | شمارهٔ قسمت | شمارهٔ قسمت | شمارهٔ قسمت | شمارهٔ قسمت | شمارهٔ قسمت | شمارهٔ قسمت | شمارهٔ قسمت | شمارهٔ قسمت | شمارهٔ قسمت | شمارهٔ قسمت | میانگین   |
| فصل | فصل | ۱          | ۲          | ۳          | ۴          | ۵          | ۶          | ۷          | ۸          | ۹          | ۱۰         | ۱۱         | ۱۲         | ۱۳         | ۱۴         | ۱۵         | میانگین   |
| --- | --- | ---------- | ---------- | ---------- | ---------- | ---------- | ---------- | ---------- | ---------- | ---------- | ---------- | ---------- | ---------- | ---------- | ---------- | ---------- | --------- |
|     | ۱   | ۳۱۳        | ۳۳۱        | ۳۲۸        | ۳۳۵        | ۳۷۴        | ۲۹۴        | ن/م        | ن/م        | ن/م        | اعلام‌نشده  | اعلام‌نشده  | اعلام‌نشده  | اعلام‌نشده  | اعلام‌نشده  | اعلام‌نشده  | اعلام‌نشده |

| قسمت | تاریخ پخش اصلی | میانگین سهم مخاطب (نیلسن کره) | میانگین سهم مخاطب (نیلسن کره) |
| قسمت | تاریخ پخش اصلی | سراسر کشور                    | سئول                          |
| --- | -------------- | ----------------------------- | ----------------------------- |
| ۱ | ۲۷ نوامبر ۲۰۲۳ | ۱٫۵۱۵٪ (چهارم)                | ۱٫۸۱۸٪ (چهارم)                |
| ۲ | ۲۸ نوامبر ۲۰۲۳ | ۱٫۸۰۰٪ (سوم)                  | ۲٫۰۳۱٪ (سوم)                  |
| ۳ | ۴ دسامبر ۲۰۲۳  | ۱٫۶۷۸٪ (چهارم)                | ۱٫۷۲۱٪ (چهارم)                |
| ۴ | ۵ دسامبر ۲۰۲۳  | ۱٫۹۸۹٪ (سوم)                  | ۲٫۱۲۵٪ (سوم)                  |
| ۵ | ۱۱ دسامبر ۲۰۲۳ | ۱٫۹۰۲٪ (چهارم)                | ۲٫۰۹۶٪ (سوم)                  |
| ۶ | ۱۲ دسامبر ۲۰۲۳ | ۱٫۷۵۷٪ (سوم)                  | ۲٫۱۰۲٪ (سوم)                  |
| ۷ | ۱۸ دسامبر ۲۰۲۳ | ۱٫۸۸٪ (دوم)                   | N/A                           |
| ۸ | ۱۹ دسامبر ۲۰۲۳ | ۱٫۵۹۷٪ (سوم)                  | N/A                           |
| ۹ | ۲۵ دسامبر ۲۰۲۳ | ۱٫۹۰۴٪ (پنجم)                 | N/A                           |
| ۱۰ | ۲۶ دسامبر ۲۰۲۳ |                               |                               |
| ۱۱ | ۱ ژانویه ۲۰۲۴  |                               |                               |
| ۱۲ | ۲ ژانویه ۲۰۲۴  |                               |                               |
| ۱۳ | ۸ ژانویه ۲۰۲۴  |                               |                               |
| ۱۴ | ۹ ژانویه ۲۰۲۴  |                               |                               |
| ۱۵ | ۱۵ ژانویه ۲۰۲۴ |                               |                               |
| ۱۶ | ۱۶ ژانویه ۲۰۲۴ |                               |                               |
| میانگین | میانگین        | —                             | —                             |
| - در جدول بالا، اعداد آبی کمترین رتبه و اعداد قرمز بیشترین رتبه را نشان می‌دهند. - N/A بیانگر رتبه‌بندی‌هایی است که منتشر نشده یا نامعلوم هستند. - این درام از یک کانال کابلی/پولی تلویزیون پخش می‌شود که در مقایسه با تلویزیون آزاد/پخش کننده‌های عمومی (اس‌بی‌اس، کی‌بی‌اس، ام‌بی‌سی و ئی‌بی‌اس) به‌طور معمول مخاطبان نسبتاً کمتری دارد. |                |                               |                               |